# Liriomyza stachyos
Liriomyza stachyos är en tvåvingeart som beskrevs av Spencer 1981. Liriomyza stachyos ingår i släktet Liriomyza och familjen minerarflugor.
Artens utbredningsområde är Kalifornien. Inga underarter finns listade i Catalogue of Life.